# Setaria paraguayensis
Setaria paraguayensis là một loài thực vật có hoa trong họ Hòa thảo. Loài này được Pensiero miêu tả khoa học đầu tiên năm 1986.